# Molna (Ciasna)
Molna (deutsch Mollna, 1936–1945 Waldwiesen) ist eine Ortschaft in Oberschlesien. Administrativ liegt sie in der Gemeinde Ciasna (Cziasnau) im Powiat Lubliniecki (Landkreis Lublinitz) in der Woiwodschaft Schlesien.

## Geografie

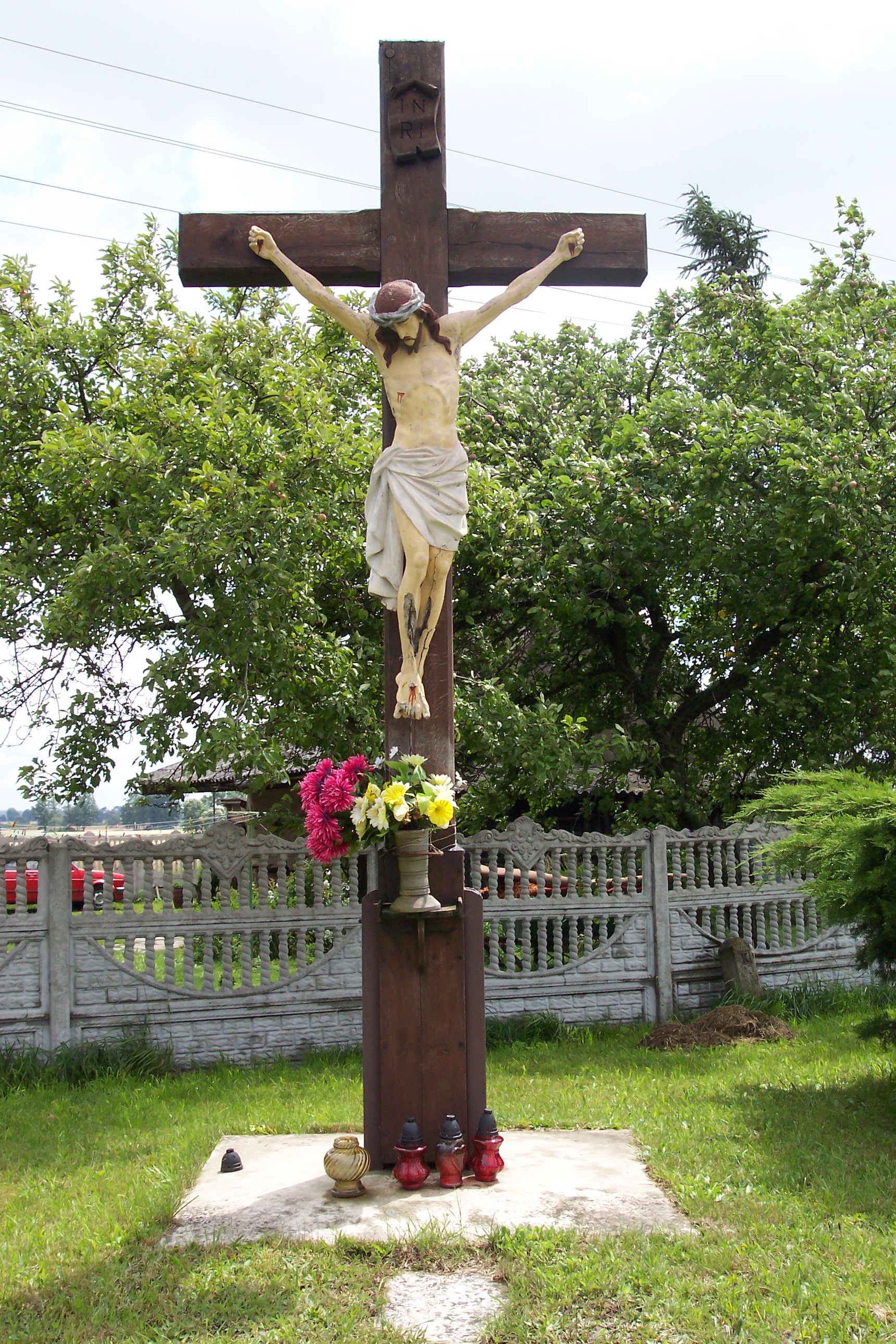
Wegkreuz

Molna liegt elf Kilometer nordwestlich von der Kreisstadt Lubliniec (Lublinitz) und 64 Kilometer nordwestlich von der Woiwodschaftshauptstadt Kattowitz.
Zu Molna gehören die Ortsteile bzw. Weiler Gajdowe, Kolonia, Kolonia Kościelna, Płaszczak und Smuga.

## Geschichte
1742 kam der Ort mit dem Großteil Schlesiens an Preußen. 1757 wurde eine massive evangelische Kirche erbaut. 1767 eröffnete die evangelische Schule. Der Ort wurde 1783 im Buch Beyträge zur Beschreibung von Schlesien als Molna erwähnt und gehörte einem Herrn von Stürmer und lag im Kreis Lublinitz (Lublinetz) des Fürstentums Oppeln. Damals hatte er zwei herrschaftliche Vorwerke, eins mit dem Namen Neuhof, eine evangelische Kirche und evangelische Schule, eine Wassermühle, einen Hochofen, vier Frischfeuer, zwei davon wurden Plusczoch genannt, 17 Bauern, zehn Gärtner, neun Häusler und 249 Einwohner. 1818 wurde die katholische Schule eingerichtet. 1865 hatte Mollna einen Bauern, 15 Halbbauern, 23 Freigärtner und zwölf Häuslerstellen. Die katholischen Einwohner waren nach Schierokau eingepfarrt. Die katholische Schule hatte zu diesem Zeitpunkt 175 Schüler, die evangelische 14 Schüler.
Bei der Volksabstimmung in Oberschlesien am 20. März 1921 stimmten im Ort 221 Wahlberechtigte für einen Verbleib Oberschlesiens bei Deutschland und 132 für eine Zugehörigkeit zu Polen. Mollna verblieb nach der Teilung Oberschlesiens beim Deutschen Reich. 1936 wurde der Ort im Zuge einer Welle von Ortsumbenennungen der NS-Zeit in Waldwiesen umbenannt. Bis 1945 befand sich der Ort im Landkreis Loben (zwischenzeitlich im Landkreis Guttentag).
1945 kam der bis dahin deutsche Ort unter polnische Verwaltung und wurde anschließend der Woiwodschaft Schlesien angeschlossen und ins polnische Molna umbenannt. 1950 kam der Ort zur Woiwodschaft Kattowitz. 1975 kam der Ort zur neugegründeten Woiwodschaft Tschenstochau. 1999 kam der Ort zum wiedergegründeten Powiat Lubliniecki und zur neuen Woiwodschaft Schlesien.

## Bauwerke und Sehenswürdigkeiten
- Wegkreuz